# 파타고니아족제비
파타고니아족제비(Lyncodon patagonicus)는 족제비과에 속하는 포유류의 일종이다. 아르헨티나 서부의 팜파스 지역과 칠레에서 발견되며, 파타고니아족제비속(Lyncodon)의 유일종이다. 이 동물은 비글호에 승선하여 찰스 다윈과 함께 항해했던 코빙턴(Syms Covington)의 여행기에서 처음 언급되었다.

## 특징
몸길이는 30~35cm에 꼬리는 6~9cm 정도이다. 모피는 검은색과 암갈색이 섞인 희끄무레한 색을 띤다. 작은 귀와 짧은 다리 그리고 털이 많은 꼬리를 갖고 있다. 야생에서의 습성에 대한 연구가 많이 이루어지지 않아서 이 죽제비에 대한 지식은 크게 알려져 있지 않다. 현지에서 설치류 퇴치용으로 기르는 것으로 보고되고 있다.

## 아종
- L. p. patagonicus de Blainville, 1842
- L. p. thomasi Cabrera, 1928